# AC Semassi FC
El AC Semassi F.C. es un club de fútbol de Togo que juega en el Campeonato nacional de Togo, la liga de fútbol más importante del país.

## Historia
Fue fundado en el año 1978 en la ciudad de Sokodé y son el equipo más ganador en la historia del país con 10 títulos, aparte de que han participado en varias ocasiones a nivel internacional, donde llegaron a las semifinales de la Copa Africana de Clubes Campeones del año 1984.

## Palmarés
- Campeonato nacional de Togo: 10

1978, 1979, 1981, 1982, 1983, 1993, 1994, 1995, 1999, 2014
- Copa de Togo: 3

1980, 1982, 1990

## Participación en competiciones de la CAF
| Temporada | Torneo                            | Ronda            | Club                   | Casa  | Visita | Global      |
| --------- | --------------------------------- | ---------------- | ---------------------- | ----- | ------ | ----------- |
| 1980      | Copa Africana de Clubes Campeones | 1                | CD Elá Nguema          | 4-0   | 0-1    | 4-1         |
| 1980      | Copa Africana de Clubes Campeones | 2                | ASF Police             | 1-1   | 0-1    | 1-2         |
| 1981      | Recopa Africana                   | 1                | Kadiogo FC             | 2-1   | 2-3    | 4-4 (a)     |
| 1981      | Recopa Africana                   | 2                | Djoliba AC             | 0-1   | 0-3    | 0-4         |
| 1982      | Copa Africana de Clubes Campeones | 1                | Asante Kotoko          | 3-2   | 0-2    | 3-4         |
| 1983      | Copa Africana de Clubes Campeones | 1                | AS Bilima              | 4-3   | 1-5    | 5-8         |
| 1984      | Copa Africana de Clubes Campeones | 1                | Africa Sports National | 4-2   | 1-2    | 5-4         |
| 1984      | Copa Africana de Clubes Campeones | 2                | 1º de Maio             | 2-0   | 0-2    | 2-2 (4-3 p) |
| 1984      | Copa Africana de Clubes Campeones | Cuartos de final | FC 105 Libreville      | w.o.1 | w.o.1  | w.o.1       |
| 1984      | Copa Africana de Clubes Campeones | Semifinales      | Shooting Stars FC      | 2-1   | 1-5    | 3-6         |
| 1991      | Recopa Africana                   | 1                | DC Motema Pembe        | 0-0   | 1-2    | 1-2         |
| 1993      | Recopa Africana                   | Preliminar       | Diamond Stars FC       | w.o.2 | w.o.2  | w.o.2       |
| 1993      | Recopa Africana                   | 1                | Delta                  | 2-0   | 0-1    | 2-1         |
| 1993      | Recopa Africana                   | 2                | Africa Sports National | 0-3   | 0-4    | 0-7         |
| 1994      | Copa Africana de Clubes Campeones | Preliminar       | Mighty Barrolle        | w.o.3 | w.o.3  | w.o.3       |
| 1994      | Copa Africana de Clubes Campeones | 1                | Wydad Casablanca       | 2-0   | 1-6    | 3-6         |
| 1995      | Copa Africana de Clubes Campeones | 1                | BCC Lions              | 0-1   | 0-1    | 0-2         |
| 1996      | Copa Africana de Clubes Campeones | 1                | CODM Meknès            | 2-1   | 0-1    | 2-2 (a)     |
| 2000      | Copa CAF                          | 1                | Stade d'Abidjan        | w.o.4 | w.o.4  | w.o.4       |
| 2015      | Liga de Campeones de la CAF       | Preliminar       | CD Elá Nguema          | 1-0   | 1-1    | 2-1         |
| 2015      | Liga de Campeones de la CAF       | 1                | CS Sfaxien             | 0-5   | 0-1    | 0-6         |

1- FC 105 Libreville abandonó el torneo.

2- Diamond Stars FC abandonó el torneo.

3- Mighty Barrolle abandonó el torneo.

4- AC Semassi FC abandonó el torneo.